# Domenico Gilardi
Domenico Gilardi (Montagnola, 4 giugno 1785 – Milano, 26 febbraio 1845) è stato un architetto neoclassico svizzero.

## Biografia
I Gilardi, famiglia di architetti originari del Ticino, si stabilirono in Russia alla metà del XVIII secolo. Giovanni Battista, padre di Domenico, era molto apprezzato a Mosca. Domenico nacque a Montagnola, un paese del Canton Ticino dove visse con la madre fin quando non si trasferì in Russia nel 1796.
Essendo Domenico attratto dalla carriera di pittore indusse suo padre, nel 1799, ad avviarlo ad una bottega italiana di Pietroburgo, dove si avvalse degli insegnamenti di Antonio Porta, Carlo Scotti (1746 - 1823) e Giacomo Ferrari (1747 - 1807).
Nel 1803 una borsa di studio concessagli dall'imperatrice madre Maria Feodorovna, vedova di Paolo I, gli permise di intraprendere un viaggio di studio in Italia: fino al 1810 Gilardi visitò Milano (dove frequentò l'accademia di Brera), Firenze, Venezia e Roma.
Fu durante il soggiorno in Italia che cambiò idea e decise di dedicarsi all'architettura, laureandosi nel 1806, cominciando a progettare e ad ottenere premi per i suoi elaborati. Nel 1809, durante la sua permanenza a Venezia, venne assunto dall'ingegnere Giuseppe Mezzani e lavorò al progetto della scala d'ingresso al nuovo Palazzo Reale di Procuratie Nuove.
Tornato in Russia nel giugno del 1810 dal gennaio 1811 cominciò a collaborare col padre nella costruzione dell'enorme Orfanotrofio di Mosca (Воспитательный дом in russo, cioè Casa dell'Educazione). Le prime due ali di questa enorme struttura, concepita dall'educatore Ivan Betzkoy, erano state completate fra il 1764 ed il 1781 e richiedevano continui miglioramenti e aggiunte. Gilardi, pur accettando anche altre committenze sia pubbliche che private, sarebbe rimasto alle dipendenze dell'Orfanotrofio per il resto della sua carriera russa, prima come assistente del padre e poi in proprio.
Nel 1812, dopo la Battaglia di Borodino, Gilardi lasciò Mosca mentre la città bruciava; questo disastro creò un'eccezionale occasione per gli architetti dell'epoca, che ebbero la possibilità di riprogettarla completamente e armonicamente. Nel 1813, venne nominato componente della Commissione Edile del Cremlino e ricevette il compito di restaurare il Campanile Ivan Velikij e riparare altri danni di guerra occorsi al maestoso complesso.
Fra il 1816 ed il 1817 Gilardi, assieme ad altri architetti, prese parte ad una gara per la costruzione del teatro Petrowskiy. In questo periodo assunse la posizione di architetto-capo dell'Orfanotrofio, essendo il padre tornato in Svizzera.
Nel 1819 completò il suo primo lavoro indipendente, la ricostruzione dell'Università di Mosca in via Mokhovaya, di cui aveva mantenuto la planimetria di base, cambiando notevolmente l'aspetto esterno dell'edificio. La sua prima nuova costruzione in assoluto fu quella dell'edificio del consiglio di fondazione, ultimo blocco dell'Orfanotrofio (a via Solyanka, dove ora è l'accademia delle scienze mediche). Le sue prime costruzioni ex novo per privati furono invece quelle commissionategli dalle famiglie Gagarin (palazzo di via Povarskaya) e Golicyn (proprietà Kuzminki, 1820-1832).
Nel 1818, ricevette le commissioni per la ricostruzione della Casa delle vedove e dell'Istituto Caterina. In un tempo molto breve Gilardi concentrò i suoi sforzi per restaurare i quattro edifici pubblici più grandi della città, con l'aiuto del giovane Afanasy Grigoriev e di Luigi Pelli da Aranno, alle sue dipendenze dal 1820.
In questo periodo fu insignito per ben due volte (nel 1824 e nel 1826) dell'Ordine di Sant'Anna (II Classe).
Nel 1826-1832, Gilardi curò la ricostruzione del Palazzo Slobodskoy di Lefortovo, una succursale dell'Orfanotrofio. Nel 1827 venne raggiunto dal cugino Alessandro Gilardi che ne diventò il principale collaboratore, sostituendolo nella direzione dei lavori quando Gilardi, nel 1828, fu costretto a ritornare brevemente in patria per motivi di salute. Dopo solo un anno di assenza, rimessosi completamente, riprese il lavoro a Mosca tornando ad occuparsi dei numerosi progetti che erano in svolgimento e che condusse tutti in porto fra il 1829 ed il 1832.
Dopo circa venti anni di attività in Russia, Gilardi tornò in Svizzera nel 1832. Tornato a casa si occupò di un solo progetto, realizzato nel 1842: quello della cappella di San Pietro presso il cimitero di Montagnola, suo paese natale. Lo stesso cimitero monumentale neoclassico gli viene dubitativamente attribuito. Dopo il suo trasferimento alcuni suoi collaboratori continuarono a lavorare a Mosca; fra questi, oltre ad Afanasy Grigoriev ed al cugino Alessandro, tocca citare anche Yevgraph Tyurin.

## Stile
Lo stile di Gilardi si rifà a quello del classicismo imperiale milanese di Luigi Cagnola e, in particolare, di Giovanni Antonio Antolini, autore del Foro Bonaparte, che aveva potuto ammirare e studiare durante il suo viaggio di studio in Italia. Il talento architettonico di Gilardi è oggi indiscusso e la sua dote maggiore fu, incontestabilmente, quella di avere avuto la capacità di condurre e di gestire con successo grandi progetti concomitanti fra loro, portandoli a termine in tempi relativamente brevi.
Attivo principalmente in Russia e a Mosca; operò durante una fase di rapido e frenetico sviluppo ed il suo periodo creativo più produttivo coincise con quello della ricostruzione della città, seguita all'incendio del 1812; in virtù dell'ottimo lavoro fatto egli venne nominato "secondo fondatore di Mosca" dallo Zar Alessandro I. L'eredità di Gilardi sopravvive soprattutto in edifici pubblici come l'Orfanotrofio e la vecchia sede dell'Università di Mosca.

## Opere
- Mausoleo dei principi Volkonskij (Suchanovo, presso Mosca, 1812)
- Cremlino: Campanile Ivan Velikij (Mosca, 1813-1817)
- Casa Lunin (Piazza Nikitskie Vorota, 1814-1822)
- Università di Mosca (sede di via Mokhovaya, 1817-1819)
- Istituto Caterina (Piazza Suvorov, 1818-1824)
- Casa delle vedove (Piazza Kudrinskaya, 1818-1823)
- Casa Gagarin (via Povarskaya 25, 1820-1822)[2]
- Tenuta Golicyn a Kuzminki (1820-1832)[3]
- Patronato dell'Orfanotrofio di Mosca (via Solyanka 14a, 1823-1826)
- Palazzo Slobodskoy (Lefortovo, 1826-1832)
- Casa Usachev (via Zemlyanoy Val, 1829-1831)

## Onorificenze
Ordine di Sant'Anna, Cavaliere di II classe